# Thijs van der Hulst
Jan Mathijs van der Hulst (Den Haag, 1948) is een Nederlandse (radio-)sterrenkundige en hoogleraar.

## Levensloop
Van der Hulst promoveerde in 1977 onder begeleiding van R.J. Allen en T.S. van Albada aan de Rijksuniversiteit Groningen. De titel van zijn proefschrift was Distribution and Motions of Neutral Hydrogen in the Interacting Galaxy Pairs NGC 4038/39 and NGC 3031/77.
Hierna zette hij zijn onderzoek verder in de VS, waar hij in 1978 werd benoemd tot assistant-professor aan de Universiteit van Minnesota. In 1982 kwam hij terug naar Nederland waar hij in 2001 in Groningen werd benoemd tot hoogleraar aan het Kapteyn Instituut van de Rijksuniversiteit Groningen. Hij onderzoekt de structuur, dynamica en evolutie van sterrenstelsels en richt zich ook op studies naar de 21cm-spectraallijn.
Voor zijn bijdragen aan de radioastronomie werd Van der Hulst in 2011 geslagen tot ridder in de Orde van de Nederlandse Leeuw.